# 신농
신농(神農)은 중국의 삼황(三皇) 중 하나로 흔히 '염제 신농씨'(炎帝 神農氏)라고 불리며, 별칭으로는 열산씨(烈山氏), 염제주양씨(炎帝朱襄氏)가 있다. 신농씨는 한족에게 농사짓는 방법을 알려주었고, 백초의 풀을 직접 맛보아 해독을 하였으며, 한의학의 최초의 저서로 유명한 '신농본초경'을 저술하였다고 전해져 오늘날 한의학의 창시자로 여겨진다. 또한 인신우두(人身牛頭)의 형상으로 전해지며 섬서성의 강수(姜水) 인근 출신이기 때문에 성은 강(姜)이라고 한다. 마차와 쟁기를 만들고, 소와 말을 길들이고 사람들에게 불로써 토지를 깨끗하게 하는 법을 가르쳤다고 전해진다. 치우(蚩尤)와 제나라의 왕인 강태공(姜太公)이 염제 신농씨의 후손이라고 전해지며, 염제 신농씨는 세계 강씨(姜氏)의 시조로 여겨진다. 염제 신농씨는 황제 헌원씨와 더불어 중화민족의 조상으로 숭배되고 있으며, 베트남 홍방 왕조의 시조로 여겨진다.

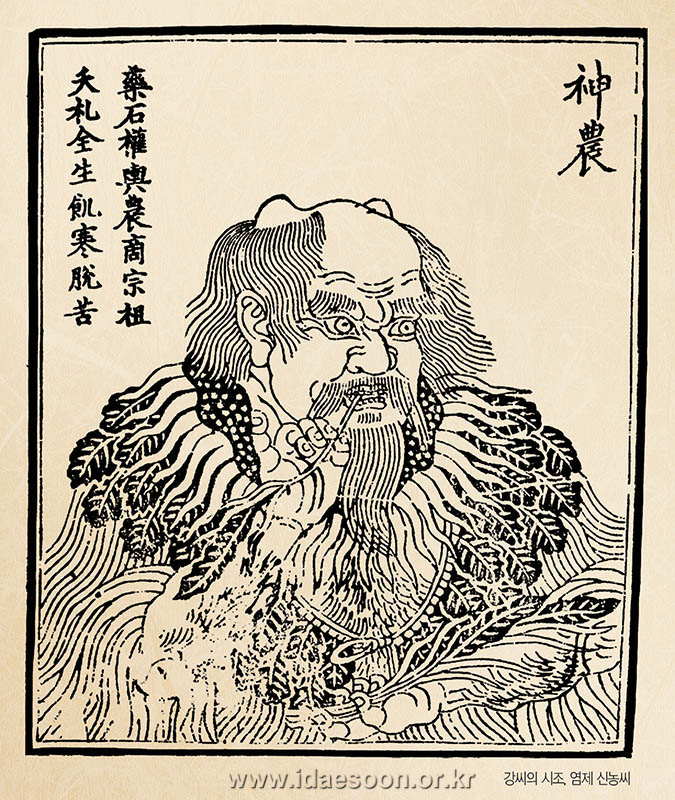

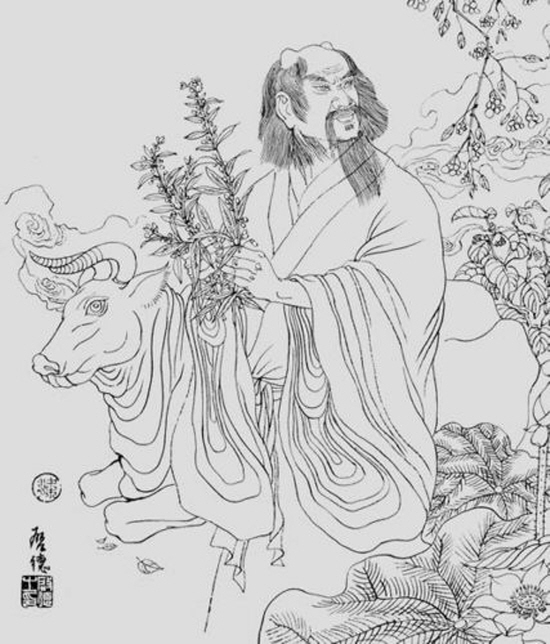

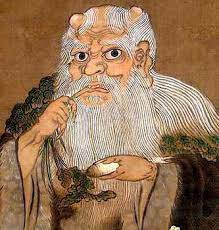
염제신농씨

## 관련 문화

### 신농에 대한 제사
한국에서는 고구려시대 이후로 농신(農神)으로서의 염제신농씨에 대한 제사를 지냈음이 기록되어 있으며, 조선시대에는 선농단을 세워 매년 임금이 직접 밭을 간 후 제사를 지내기도 하였다. 중국은 물론 한국, 일본, 베트남, 대만 등에서 지금도 신농의 은덕을 기리며 제향하고 있다.

## 관련 문헌
- 사마천 《사기》〈삼황본기〉

| 전임 태호 복희씨 | 중국의 임금(皇) 기원전 2737년경 ~ 기원전 2698년경 | 후임 황제 헌원씨 |

## 같이 보기
- 삼황오제
- 황제 (전설)